# あなたとPop With You!
「あなたとPop With You!」（あなたとポップ・ウィズ・ユー）は、2012年6月20日にT-Palette Recordsから発売された、Negiccoのシングル。

## 解説
2011年11月発売の前作「恋のEXPRESS TRAIN」以来、7か月振りのシングル。「あなたとPop With You!」は、ポップなメロディに大人っぽさをプラスしたサマーチューン。カップリングの「トキメクMERMAID」とともに、音楽プロデューサーのconnieが手がけている。
CDオビには「勝ち抜き!アイドル天国!!ヌキ天」で共演したバブルガム・ブラザーズのブラザー・トムからのコメントが寄せられている。

## 収録曲
1. あなたとPop With You!  –  (4:04)[1]
作詞・作曲・編曲：connie
2. トキメクMERMAID  –  (3:25)[1]
作詞・作曲・編曲：connie
3. あなたとPop With You!（カラオケ）  –  (4:04)[1]
4. トキメクMERMAID（カラオケ）  –  (3:25)[1]